# Bruno Granichstaedten
Œuvres principales
- Bub oder Mädel (1908)
- Auf Befehl der Kaiserin (1915)
- Der Orlow (1925)

Bruno Bernhard Granichstaedten (né le 1er septembre 1879 à Vienne, mort le 30 mai 1944 à New York) est un compositeur autrichien.

## Biographie
Son père, Emil Granichstaedten, est juriste et travaille comme avocat puis il se consacre à la littérature, devient critique de théâtre et dramaturge. Comme son fils Bruno montre un intérêt précoce pour la musique, il lui donne une éducation complète, notamment en l'envoyant auprès de Salomon Jadassohn à Leipzig. Après de premiers engagements aux théâtres d'Erfurt et de Mannheim, Bruno est nommé en 1900 troisième maître de chapelle du théâtre de Munich. Cependant son soutien à Frank Wedekind dans Simplicissimus et sa collaboration avec le cabaret Les Onze Bourreaux lui valent un licenciement.
En 1905, Granichstaedten revient à Vienne et travaille pour des cabarets. En 1908, il montre sa première opérette Bub oder Mädel, qui connaît le succès et le motive pour les œuvres suivantes. Son plus grand succès est Auf Befehl der Kaiserin en 1915 et son œuvre la plus appréciée Der Orlow en 1925 ; toutes les deux sont présentées au Theater an der Wien puis adaptées au cinéma. En outre, il crée la musique pour cinq autres films sonores et des chansons.
Au moment de l'Anschluss, il doit partir en raison de ses origines juives ; avec l'aide de la chanteuse Betty Fischer (de), il parvient à émigrer au Luxembourg en 1940 puis aux États-Unis. Il connaît la misère, gagnant parfois sa vie comme pianiste dans des boîtes de nuit.
Bruno Granichstaedten créé 16 opérettes et comédies musicales pour lesquelles il écrit en partie aussi le livret lui-même. Sa musique suit d'abord la tradition viennoise puis, après la Première Guerre mondiale, est influencé par la musique populaire américaine, surtout en ce qui concerne la conception rythmique.

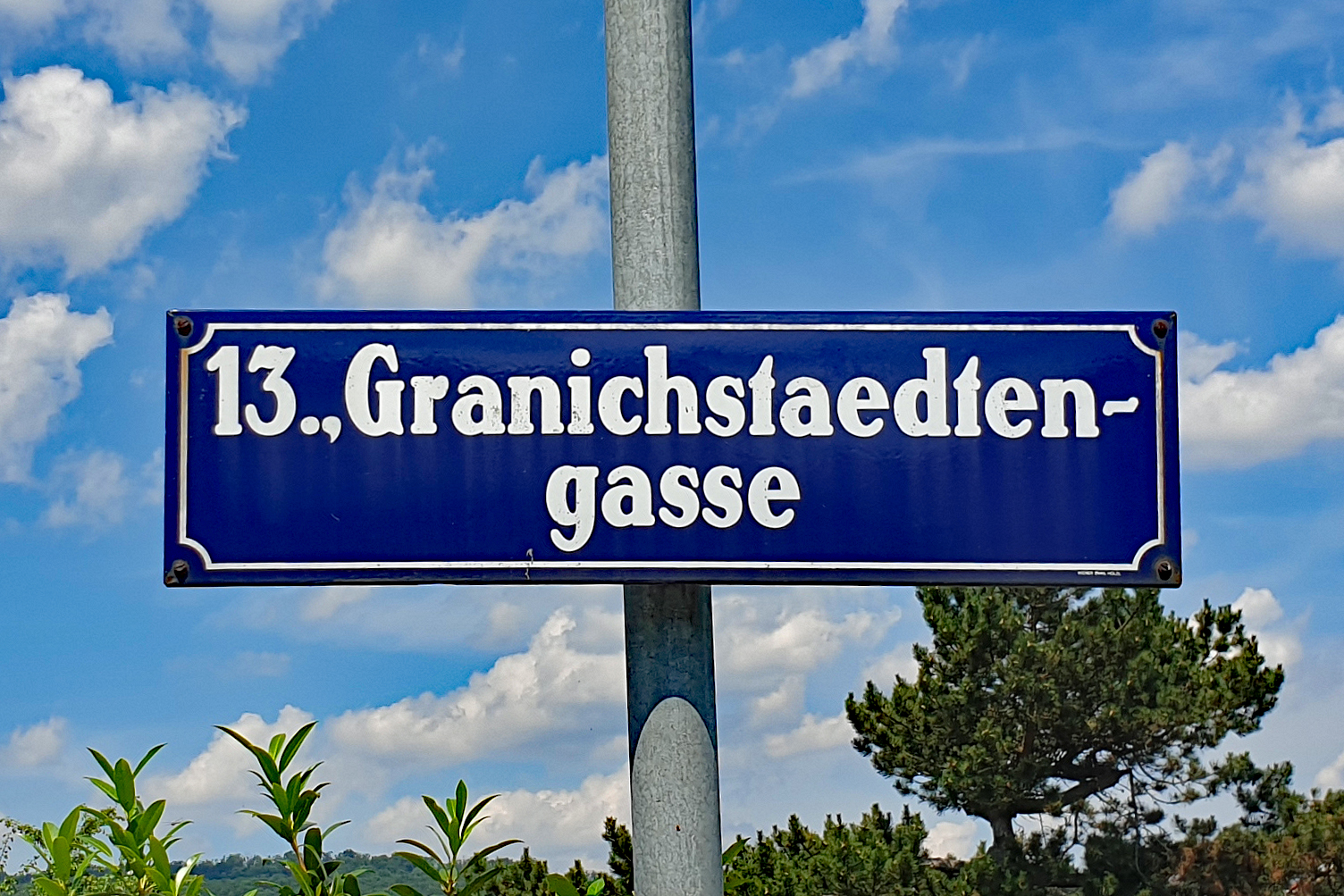
Plaque de rue à Hietzing

Son corps est enterré au cimetière de Hietzing. Une rue porte son nom dans le même quartier. Son héritage se trouve à la Bibliothèque de Vienne à l'hôtel de ville (de).